# Graham Stilwell
Pour les articles homonymes, voir Stilwell.
Graham Rodney Stilwell, né le 15 novembre 1945 à Denham et mort le 31 janvier 2019, est un joueur de tennis professionnel britannique.

## Carrière
Révélé à 18 ans en atteignant la finale de l'US National Championships en double avec Mike Sangster, Graham Stilwell a remporté trois titres professionnels dans la spécialité à Casablanca, Cologne et Colombus et a disputé cinq autres finales.
Joueur prometteur, champion national des moins de 18 ans puis des moins de 21 ans, il a perdu en finale contre John Newcombe lors des championnats d'Australie junior en 1963. Demi-finaliste en double à Wimbledon en 1967 avec Peter Curtis et quart de finaliste en 1970 et 1975, il réalise lors de sa dernière année sur le circuit son meilleur résultat en simple avec un huitième de finale à Wimbledon. Issu des qualifications, il est finalement battu en quatre sets par le futur vainqueur du tournoi Arthur Ashe.
Il participe à ses premiers tournois Open en 1969 et se fait remarquer en éliminant le champion olympique Manuel Santana (6-3, 6-2, 7-5) puis l'ancien champion de France Fred Stolle (6-0, 4-6, 2-6, 6-1, 6-1) aux Internationaux de Rome. La même année, il fait partie de l'équipe de Grande-Bretagne de Coupe Davis. Avec huit victoires pour seulement deux défaites, il amène son équipe jusqu'en finale interzone où il s'illustre en battant Ilie Năstase (6-4, 4-6, 6-1, 6-2) puis Ion Țiriac (6-3, 6-2, 6-2) à Wimbledon mais perd en revanche le double. Les britanniques s'inclinent finalement 3 à 2. Grâce à un titre à Catane et plusieurs autres finales, le journaliste Lance Tingay l'a considéré comme faisant partie des 10 meilleurs joueurs mondiaux en fin de saison. Invité à jouer sur le circuit WCT, il signe un contrat de quatre ans pour 9000£ par an. Accompagné par ses compatriotes Mark Cox puis Gerald Battrick, il réalise ses plus belles victoires contre Rod Laver à Paris en 1970 (6-3, 6-3), Arthur Ashe à Toronto en 1972 (6-4, 6-4) et enfin Guillermo Vilas, n°3 mondial à Stockholm en 1975 (6-2, 6-2).
Après avoir pris sa retraite en novembre 1975, il devient entraîneur en Angleterre puis à l'académie de tennis de Merrifield en Virginie.

## Palmarès

### Titres en simple (3)
- 1966 : Cannes Carlton, Beaulieu
- 1969 : Catane

### Finales en simple (7)
- 1966 : Southampton Invitation
- 1967 : Wellington Championships
- 1968 : Tasmanian Championships
- 1969 : London Hard Courts, Northern LTA Tournament, Welsh Championships, French Covered Courts Championships

### Titres en double (3)
| No | Date       | Nom et lieu du tournoi                      | Catégorie | Dotation | Surface         | Partenaire      | Finalistes                    | Score    |  |
| -- | ---------- | ------------------------------------------- | --------- | -------- | --------------- | --------------- | ----------------------------- | -------- |  |
| 1  | 02-06-1970 | WCT Casablanca Casablanca                   |           | NC $     | Terre (ext.)    | Mark Cox        | Marty Riessen Roger Taylor    | 6-4, 6-4 |  |
| 2  | 19-02-1973 | Tournoi de tennis de Cologne Cologne        |           | 50 000 $ | Moquette (int.) | Mark Cox        | Tom Okker Marty Riessen       | 7-6, 6-3 |  |
| 3  | 06-08-1973 | Tournoi de tennis de Columbus Columbus (OH) |           | NC $     | Dur (ext.)      | Gerald Battrick | Colin Dibley Charlie Pasarell | 6-4, 7-6 |  |

### Finales en double (6)
| No | Date       | Nom et lieu du tournoi                 | Catégorie  | Dotation | Surface         | Vainqueurs                    | Partenaire      | Score         |          |
| -- | ---------- | -------------------------------------- | ---------- | -------- | --------------- | ----------------------------- | --------------- | ------------- | -------- |
| 1  | 02-09-1964 | US National Championships Forest Hills | G. Chelem  | NC $     | Gazon (ext.)    | Chuck McKinley Dennis Ralston | Mike Sangster   | 6-3, 6-2, 6-4 | Parcours |
| 2  | 03-11-1969 | Stockholm Open Stockholm               |            | NC $     | Dur (int.)      | Roy Emerson Rod Laver         | Andrés Gimeno   | 6-4, 6-2      |          |
| 3  | 08-10-1970 | Midland WCT Midland                    |            | NC $     | Dur (ext.)      | John Newcombe Owen Davidson   | Mark Cox        | 7-6, 6-4      |          |
| 4  | 12-02-1973 | Copenhagen WCT Copenhague              |            | 50 000 $ | Moquette (int.) | Tom Gorman Erik van Dillen    | Mark Cox        | 6-4, 6-4      |          |
| 5  | 01-10-1973 | Tam International Chicago              | Grand Prix | NC $     | Moquette (int.) | Owen Davidson John Newcombe   | Gerald Battrick | 6-7, 7-6, 7-6 |          |
| 6  | 17-11-1973 | Dewar Cup Londres                      |            | NC $     | Moquette (int.) | Mark Cox Owen Davidson        | Gerald Battrick | 6-4, 8-6      |          |